# Narodowy liberalizm
Narodowy liberalizm – idea łącząca w sobie nacjonalizm z liberalną gospodarką.

## Historia
Sam ruch ma korzenie w XIX wieku w Niemczech, a celem niemieckich narodowych liberałów było stworzenie autorytarnego systemu politycznego i silnego imperium germańskiego. Termin „narodowy liberalizm” był wykorzystywany głównie w niemieckojęzycznych krajach, takich jak Niemcy i Austria, gdzie partie narodowo-liberalne bardzo długo miały swoich przedstawicieli w rządzie.
Prekursorami tego typu liberalizmu byli Johann Georg Hamann oraz Johann Gottfried Herder i miał on w tym czasie charakter lewicowy, względnie centro-lewicowy, sprzeciwiając się legitymizmowi i monarchizmowi. Podczas obrad Parlamentu frankfurckiego jednym z jego ideologów był Heinrich Ahrens, który przygotował projekt liberalnej Konstytucji Rzeszy. W II połowie XIX w. liberalizm narodowy zbliżył się do koncepcji darwinistycznych, a nawet szowinistycznych (działalność Partii Narodowo-Liberalnej z Heinrichem von Treitschke, który popierał antykatolicką politykę Bismarcka).
W Rzeszy cesarskiej wpływy obozu prawicy liberalnej stopniowo malały, ze 152 mandatów w Reichstagu w 1874 do 44 mandatów dla nationalliberale w 1912.
W Szwecji w latach 60. XIX wieku liberałowie określali się mianem narodowych liberałów (Nationalliberaler) i tworzyli koalicję monarchistów i liberalnych reformistów na rzecz reform parlamentarnych. Narodowi liberałowie w Szwecji poparli również skandynawizm.
Przedstawicielami tego nurtu w Polsce byli przedstawiciele endecji z Romanem Rybarskim i Edwardem Taylorem na czele. Związek Ludowo-Narodowy w swoim programie odwoływał się właśnie do idei nacjonalistycznej i idei wolnorynkowej, gdzie można ZLN uznać za pierwsze ugrupowanie polityczne w czasach II Rzeczypospolitej o charakterze narodowo-liberalnym.
Współczesnym przykładem ugrupowania narodowo-liberalnego jest m.in. austriacka Wolnościowa Partia Austrii i czeskie ANO 2011.